# Ридархолмен
Ридархолмен (на шведски: Riddarholmen) е остров в Стария град на Стокхолм.
Разположен е в залива Ридарферден (Riddarfjärden), заемащ най-източната част на езерото Меларен.
Островът е известен с лутеранската (католическа до 1527 г.) Ридархолменска църква (Riddarholmskyrkan), която е сред най-старите монументални сгради в града. В нея са погребани почти всички крале на Швеция и членове на кралското семейство от ХVІІ до началото на ХХ век.